# Wiehlenarius
Wiehlenarius és un gènere d'aranyes araneomorfes de la subfamília dels erigonins, dins de la família Linyphiidae. Es poden trobar a la zona paleàrtica.
Fou descrit per primera vegada per Kiril Ieskov l'any 1990.

## Llista d'espècies
Segons The World Spider Catalog 12.0:
- Wiehlenarius boreus Eskov, 1990 – Rússia (Espècie tipus)
- Wiehlenarius tirolensis (Schenkel, 1939) – Suïssa, Àustria, Grècia